# KZ-Außenlager Hannover-Langenhagen

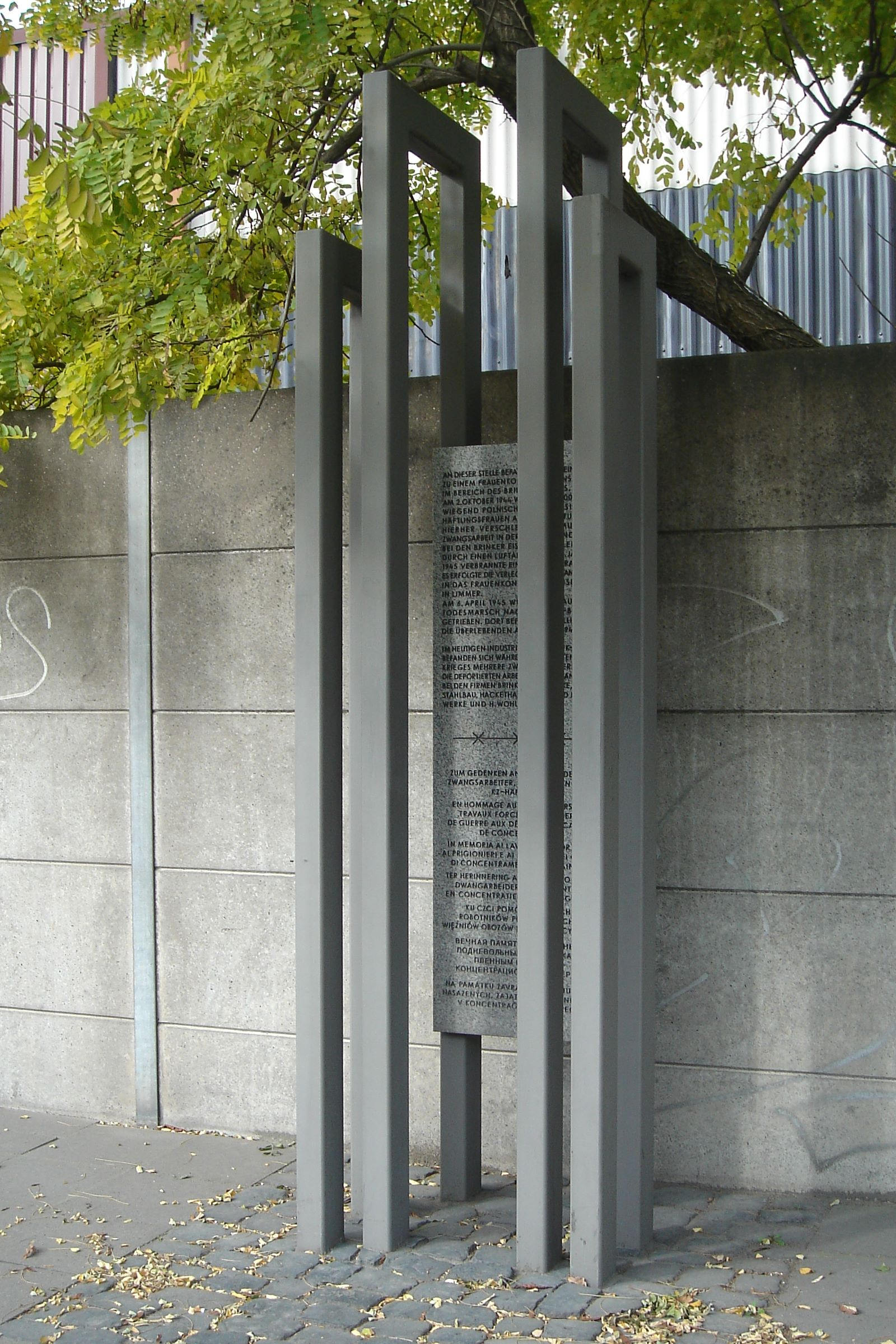
Mahnmal des KZ-Außenlagers Hannover-Langenhagen

Das KZ-Außenlager Hannover-Langenhagen existierte vom 2. Oktober 1944 bis zum 6. Januar 1945 auf dem heutigen Industriegebiet Brinker Hafen an der Hackethalstraße unweit der Straße Am Brinker Hafen in Hannover, damals zugehörig zum Gemeindegebiet von Langenhagen.
Es war ein Frauenlager, das als eines der Außenlager des KZ Neuengamme betrieben wurde.

## Lagerhäftlinge
In dem Lager lebten Zwangsarbeiterinnen überwiegend polnischer und russischer Herkunft. Sie waren im August 1944 während des Warschauer Aufstands verhaftet worden und kamen aus dem KZ Stutthof. Unter den Frauen befanden sich des Weiteren lettische, litauische und politische Häftlinge.
Als die 500 Frauen am 2. Oktober 1944 im Lager ankamen, wurden sie in zwei Gruppen aufgeteilt. Ein Teil der Frauen arbeitete im Werk I in der Munitionsherstellung. Der andere Teil musste Flugzeugwracks demontieren oder reparieren. Wiederverwendbare Flugzeugteile wurden in eine Halle des Werks II der Brinker Eisenwerke gebracht, in der Flugzeuge produziert wurden.

## Lager

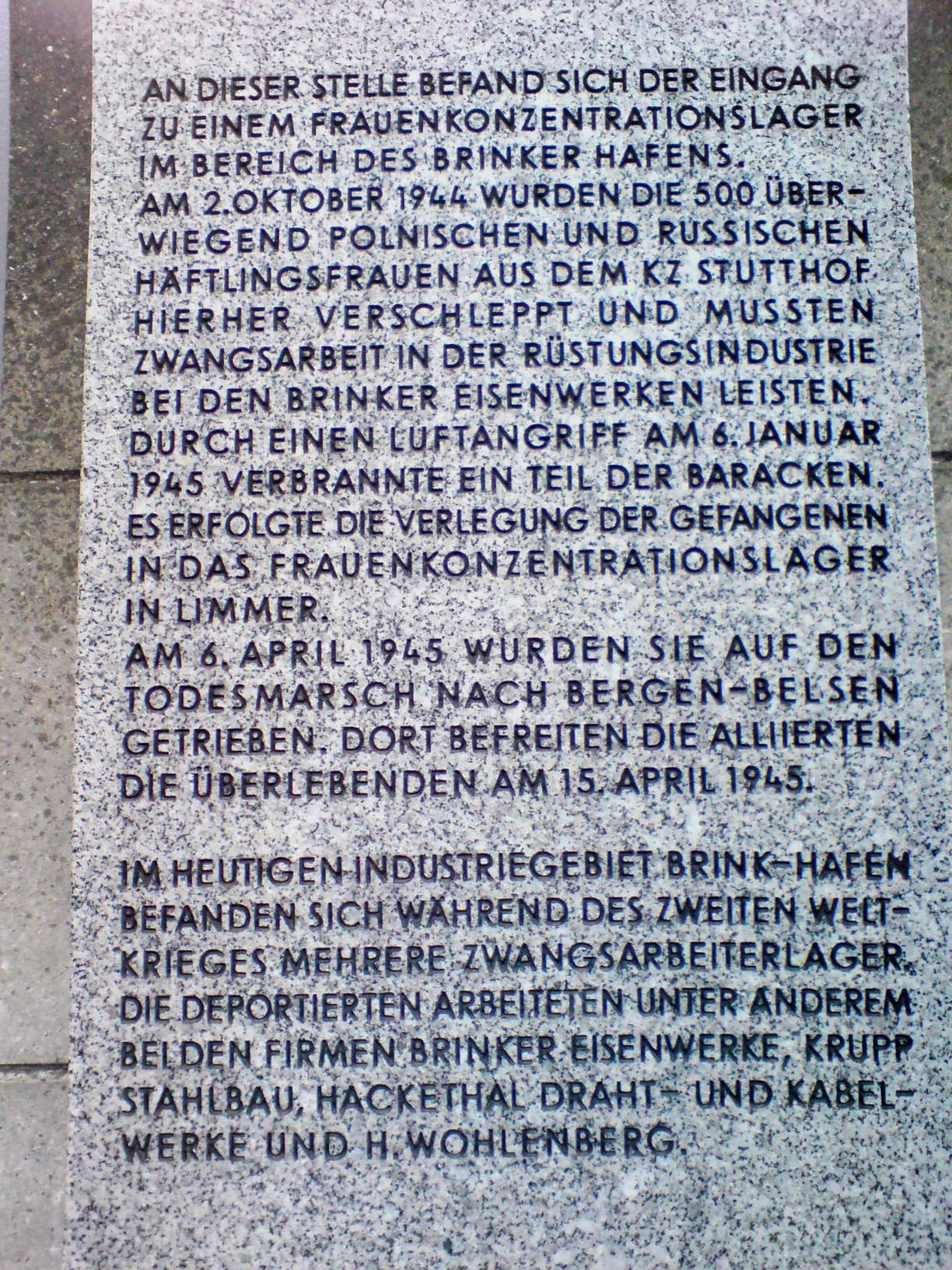
Beschriftung des oberen Teils der Gedenkplatte

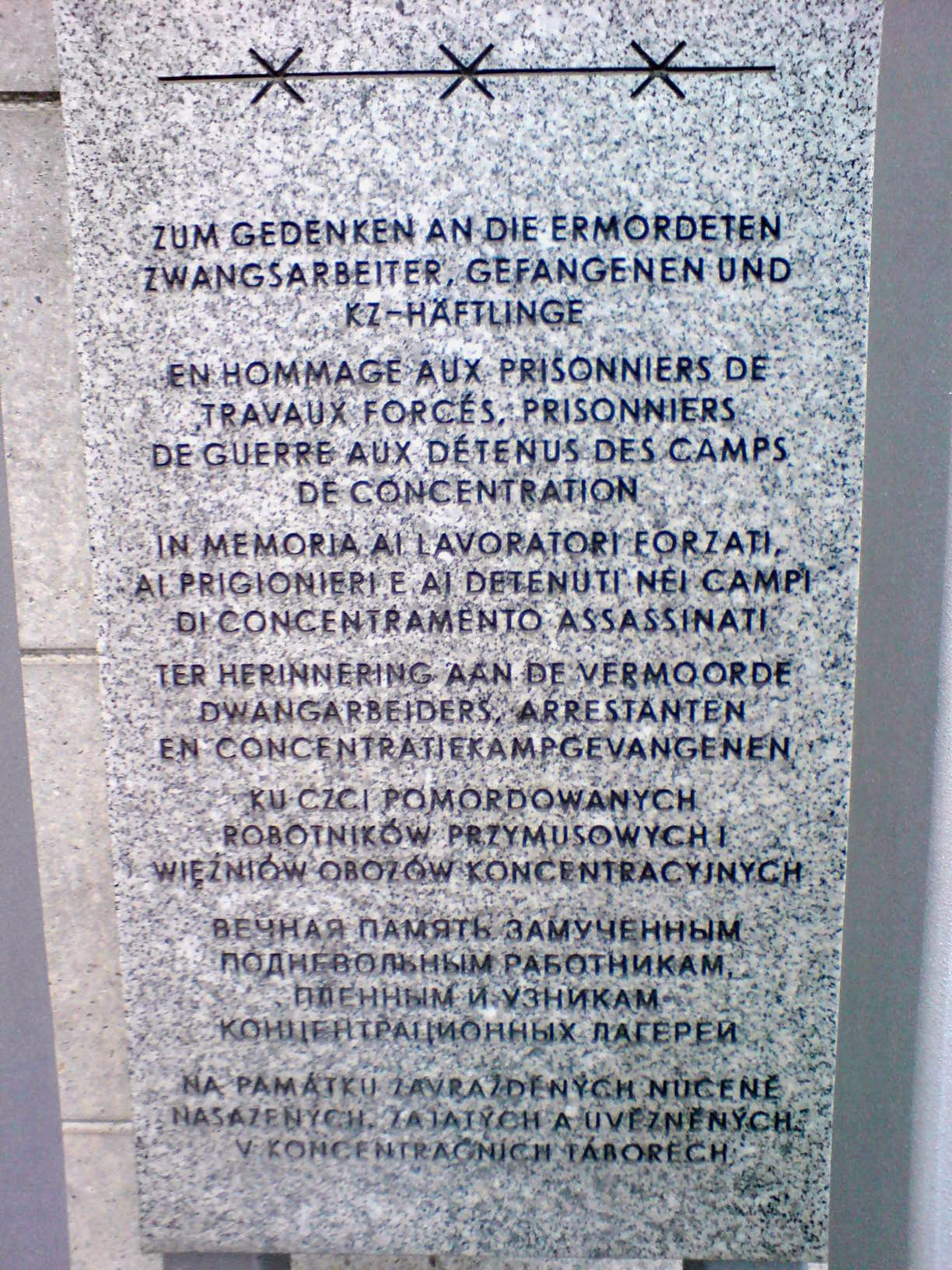
Abschluss der Gedenkplatte mit Text in den Herkunftssprachen der Zwangsarbeiterinnen im Unterteil

Das Lager war eines von mehreren, in denen Zwangsarbeiterinnen für die Rüstungs- und Kriegsproduktion der dort ansässigen Firmen: Brinker Eisenwerk, Krupp Stahlbau, Hackethal Draht- und Kabelwerke sowie H. Wohlenberg untergebracht wurden.
Es bestand aus sieben Baracken, die Mitte 1944 auf dem Gelände der Brinker Eisenwerke errichtet wurden. Vier Baracken bildeten die Häftlingsunterkünfte. In den anderen befanden sich die Küche, Toiletten, Waschmöglichkeiten und das Krankenrevier. Das Wachpersonal, wahrscheinlich ältere Wehrmachtsangehörige, war außerhalb des Lagers untergebracht. Im Lagerinneren waren 20 Aufseherinnen tätig. Der Kommandoführer ist nicht bekannt.
Bei einem der Luftangriffe auf Hannover wurde das Frauenlager in der Nacht vom 5. auf den 6. Januar 1945 völlig zerstört und anschließend aufgegeben. Die Frauen überlebten bis auf zwei Opfer diesen Angriff, wurden anschließend ins KZ-Außenlager Hannover-Limmer überführt und weiter im Brinker Eisenwerk eingesetzt. Sie wurden entweder mit Lastkraftwagen oder mit der Straßenbahn dorthin gebracht. Am 6. April 1945 wurden die Insassinnen auf einen Todesmarsch zum KZ Bergen-Belsen geschickt, das wenige Tage später am 15. April 1945 von den Alliierten befreit wurde.
Die Geschichte dieses Lagers, das Schicksal der Inhaftierten und die Aufarbeitung in der Nachkriegszeit ist Mitte der 1980er Jahre umfassend dokumentiert worden.
Heute erinnert ein Mahnmal am ehemaligen Eingang des Lagers, in dessen Mitte sich eine Gedenktafel befindet, an das Frauenaußenlager am Brinker Hafen.